# Uwe Corsepius
Uwe Corsepius est un diplomate allemand, qui fut secrétaire général du Conseil de l'Union européenne du 26 juin 2011 au 30 juin 2015.

## Biographie
Uwe Corsepius est né en 1960 à Berlin. En 1984, il a obtenu un diplôme en économie de l'Université d'Erlangen-Nuremberg. Il est considéré comme un disciple du célèbre économiste Horst Steinmann. Il a obtenu son doctorat à l'Institut de Kiel pour l'économie mondiale (Institut für Weltwirtschaft). En 1990, il est devenu fonctionnaire au ministère de l'Économie et du Travail. Depuis 1992, il a travaillé au Fonds monétaire international à Washington. Depuis 1994, il a été fonctionnaire de la Chancellerie de Berlin, d'abord sous Helmut Kohl, puis sous le chancelier Gerhard Schröder. Sous la chancelière Angela Merkel, il est devenu chef du département 5 (politique européenne) et a officieusement coordonné la politique européenne allemande. Déjà à la fin de 2009, Corsepius a été choisi par les chefs d'État ou de gouvernement (Conseil européen) pour devenir le nouveau secrétaire général du Conseil de l'Union européenne. Il a succédé au français Pierre de Boissieu. Parfois décrit comme ayant une personnalité «cassante» , il est vu avec des yeux critiques à Bruxelles, parce qu'il a « peu de compréhension pour les intérêts et les besoins d'autrui ». Étant donné que Klaus Welle, un autre Allemand, est le secrétaire général du Parlement européen, en 2011, deux Allemands occupent deux des plus hautes fonctions administratives de l'Union européenne. Le successeur d'Uwe Corsepius à la direction des affaires européennes à la Chancellerie est Nikolaus Meyer-Landrut.